# Liste der Bodendenkmäler in Roßbach (Niederbayern)
Auf dieser Seite sind die Bodendenkmäler in der niederbayerischen Gemeinde Roßbach zusammengestellt. Diese Tabelle ist eine Teilliste der Liste der Bodendenkmäler in Bayern. Grundlage ist die Bayerische Denkmalliste, die auf Basis des Bayerischen Denkmalschutzgesetzes vom 1. Oktober 1973 erstmals erstellt wurde und seither durch das Bayerische Landesamt für Denkmalpflege geführt wird. Die folgenden Angaben ersetzen nicht die rechtsverbindliche Auskunft der Denkmalschutzbehörde.

## Bodendenkmäler der Gemeinde Roßbach

### Bodendenkmäler in der Gemarkung Dornach
| Lage               | Objekt                                     | Akten-Nr.     | Bild |
| ------------------ | ------------------------------------------ | ------------- | ---- |
| Dornach (Standort) | Grabhügel vorgeschichtlicher Zeitstellung. | D-2-7343-0033 |      |

### Bodendenkmäler in der Gemarkung Mariakirchen
| Lage                    | Objekt | Akten-Nr.     | Bild |
| ----------------------- | --- | ------------- | ---- |
| Mariakirchen (Standort) | Siedlung allgemein neolithischer, mittel- und jungneolithischer Zeitstellung, unter anderem der Linearbandkeramik, der Gruppe Oberlauterbach und der Münchshöfener Gruppe sowie der Urnenfelderzeit. | D-2-7443-0168 |      |

### Bodendenkmäler in der Gemarkung Münchsdorf
| Lage                  | Objekt | Akten-Nr.     | Bild |
| --------------------- | --- | ------------- | ---- |
| Münchsdorf (Standort) | Burgstall des späten Mittelalters (Stolzberg). | D-2-7443-0050 |      |
| Münchsdorf (Standort) | Verebnetes rechteckiges Grabenwerk vor- und frühgeschichtlicher Zeitstellung, Siedlung der Linearbandkeramik, des Mittelneolithikums (Gruppe Oberlauterbach u. Münchshöfen), der (frühen) Bronzezeit, der Hallstattzeit und der späten Latènezeit.                                                                       | D-2-7443-0051 |      |
| Münchsdorf (Standort) | Verebnetes Grabenwerk vor- und frühgeschichtlicher Zeitstellung, Siedlung des Altneolithikums (Linearbandkeramik), Siedlung und verebnete Doppelkreisgrabenanlage des Mittelneolithikums (Gruppe Oberlauterbach, Münchshöfen), Siedlung des Jungneolithikums (Altheimer Kultur), der Hallstattzeit sowie der Latènezeit. | D-2-7443-0052 |      |
| Münchsdorf (Standort) | Siedlung der Linearbandkeramik. | D-2-7443-0053 |      |
| Münchsdorf (Standort) | Siedlung des Altneolithikums (Linearbandkeramik), der Bronzezeit, der Hallstattzeit sowie des frühen bis hohen Mittelalters. | D-2-7443-0055 |      |
| Münchsdorf (Standort) | Verebnetes doppeltes Grabenwerk vor- und frühgeschichtlicher Zeitstellung. | D-2-7443-0056 |      |
| Münchsdorf (Standort) | Siedlung des Mittelneolithikums (Gruppe Oberlauterbach) und des Jungneolithikums sowie der Hallstattzeit und der Latènezeit. | D-2-7443-0058 |      |
| Münchsdorf (Standort) | Siedlung vor- und frühgeschichtlicher Zeitstellung. | D-2-7443-0060 |      |
| Münchsdorf (Standort) | Untertägige mittelalterliche und frühneuzeitliche Befunde und Funde im Bereich des Schlosses von Münchsdorf und dem 1836 abgebrochenen mittelalterlichen Vorgängerbau mit Graben, Wehrmauer und Wirtschaftshof. | D-2-7443-0092 |      |
| Münchsdorf (Standort) | Untertägige mittelalterliche und frühneuzeitliche Befunde und Funde im Bereich der Katholischen Kirche St. Michael in Münchsdorf und ihres 1877 abgebrochenen Vorgängerbaus. | D-2-7443-0093 |      |
| Münchsdorf (Standort) | Siedlung des Neolithikums und der Urnenfelderzeit. | D-2-7443-0114 |      |
| Münchsdorf (Standort) | Siedlung vor- und frühgeschichtlicher Zeitstellung. | D-2-7443-0166 |      |

### Bodendenkmäler in der Gemarkung Pörndorf
| Lage                | Objekt                                | Akten-Nr.     | Bild |
| ------------------- | ------------------------------------- | ------------- | ---- |
| Pörndorf (Standort) | Viereckschanze der späten Latènezeit. | D-2-7443-0001 |      |

### Bodendenkmäler in der Gemarkung Roßbach
| Lage               | Objekt | Akten-Nr.     | Bild |
| ------------------ | --- | ------------- | ---- |
| Roßbach (Standort) | Abschnittsbefestigung des frühen Mittelalters. | D-2-7443-0062 |      |
| Roßbach (Standort) | Burgstall des Mittelalters. | D-2-7443-0063 |      |
| Roßbach (Standort) | Verebneter Grabhügel vorgeschichtlicher Zeitstellung. | D-2-7443-0064 |      |
| Roßbach (Standort) | Untertägige mittelalterliche und frühneuzeitliche Befunde und Funde im Bereich der Katholischen Pfarrkirche Mariä Verkündigung von Roßbach und ihres mittelalterlichen Vorgängerbaus. | D-2-7443-0152 |      |

### Bodendenkmäler in der Gemarkung Sattlern
| Lage                | Objekt                                         | Akten-Nr.     | Bild |
| ------------------- | ---------------------------------------------- | ------------- | ---- |
| Sattlern (Standort) | Abschnittsbefestigung des frühen Mittelalters. | D-2-7443-0024 |      |

### Bodendenkmäler in der Gemarkung Schmiedorf
| Lage                  | Objekt | Akten-Nr.     | Bild |
| --------------------- | --- | ------------- | ---- |
| Schmiedorf (Standort) | Siedlung vor- und frühgeschichtlicher Zeitstellung. | D-2-7343-0353 |      |
| Schmiedorf (Standort) | Siedlung vor- und frühgeschichtlicher Zeitstellung. | D-2-7343-0354 |      |
| Schmiedorf (Standort) | Untertägige mittelalterliche und frühneuzeitliche Befunde und Funde Bereich der Katholischen Filialkirche St. Johannes der Täufer von Schmiedorf und ihrer mittelalterlichen Vorgängerbauten. | D-2-7343-0385 |      |
| Schmiedorf (Standort) | Verebneter Turmhügel des hohen oder späten Mittelalters und Hofmarksitz der frühen Neuzeit.                                                                                                   | D-2-7343-0427 |      |

### Bodendenkmäler in der Gemarkung Thanndorf
| Lage                 | Objekt | Akten-Nr.     | Bild |
| -------------------- | --- | ------------- | ---- |
| Thanndorf (Standort) | Grabhügel vorgeschichtlicher Zeitstellung. | D-2-7443-0065 |      |
| Thanndorf (Standort) | Siedlung des Altneolithikums (Linearbandkeramik), des Mittelneolithikums (Stichbandkeramik und Gruppe Oberlauterbach), des Jungneolithikums (Münchshöfener Kultur und Altheimer Gruppe) sowie der Bronzezeit. | D-2-7443-0067 |      |
| Thanndorf (Standort) | Siedlung des Altneolithikums (Linearbandkeramik), des Mittelneolithikums (Stichbandkeramik, Gruppe Oberlauterbach) sowie der Bronzezeit.                                                                      | D-2-7443-0068 |      |
| Thanndorf (Standort) | Siedlung des Altneolithikums (Linearbandkeramik). | D-2-7443-0069 |      |
| Thanndorf (Standort) | Siedlung des Altneolithikums (Linearbandkeramik) und des frühen Mittelalters. | D-2-7443-0070 |      |
| Thanndorf (Standort) | Siedlung der Bronzezeit und der späten Latènezeit. | D-2-7443-0071 |      |
| Thanndorf (Standort) | Verebnete Grabhügel vorgeschichtlicher Zeitstellung. | D-2-7443-0072 |      |
| Thanndorf (Standort) | Siedlung und Grabenwerk vor- und frühgeschichtlicher Zeitstellung. | D-2-7443-0073 |      |
| Thanndorf (Standort) | Siedlung vor- und frühgeschichtlicher Zeitstellung. | D-2-7443-0074 |      |
| Thanndorf (Standort) | Untertägige spätmittelalterliche und frühneuzeitliche Befunde und Funde im Bereich der Katholischen Pfarrkirche St. Martin von Thanndorf mit älteren Bauphasen bzw. Vorgängerbauten.                          | D-2-7443-0099 |      |
| Thanndorf (Standort) | Untertägige mittelalterliche und frühneuzeitliche Befunde und Funde im Bereich der Katholischen Filialkirche St. Stephan von Obergrafendorf mit älteren Bauphasen bzw. Vorgängerbauten.                       | D-2-7443-0101 |      |
| Thanndorf (Standort) | Siedlung vor- und frühgeschichtlicher Zeitstellung. | D-2-7443-0157 |      |
| Thanndorf (Standort) | Siedlung allgemein vorgeschichtlicher Zeitstellung. | D-2-7443-0169 |      |

### Bodendenkmäler in der Gemarkung Untergrafendorf
| Lage                       | Objekt | Akten-Nr.     | Bild |
| -------------------------- | --- | ------------- | ---- |
| Untergrafendorf (Standort) | Siedlung des Neolithikums (unter anderem der Altheimer Gruppe), der Bronzezeit, der Hallstattzeit und der Latènezeit sowie des frühen Mittelalters. | D-2-7343-0355 |      |
| Untergrafendorf (Standort) | Siedlung des Neolithikums (Münchshöfener Gruppe), der frühen bis mittleren Bronzezeit und der Latènezeit.                                           | D-2-7343-0356 |      |
| Untergrafendorf (Standort) | Siedlung der Bronzezeit oder Urnenfelderzeit sowie der Latènezeit.                                                                                  | D-2-7343-0357 |      |
| Untergrafendorf (Standort) | Siedlung vorgeschichtlicher Zeitstellung | D-2-7343-0358 |      |
| Untergrafendorf (Standort) | Siedlung vorgeschichtlicher Zeitstellung. | D-2-7343-0359 |      |
| Untergrafendorf (Standort) | Schürfgruben und Siedlung der römischen Kaiserzeit, des Mittelalters oder der frühen Neuzeit.                                                       | D-2-7343-0360 |      |
| Untergrafendorf (Standort) | Siedlung vor- und frühgeschichtlicher Zeitstellung.                                                                                                 | D-2-7343-0362 |      |
| Untergrafendorf (Standort) | Verebnete Grabhügel vorgeschichtlicher Zeitstellung.                                                                                                | D-2-7343-0363 |      |
| Untergrafendorf (Standort) | Verebnete Grabhügel oder Siedlung vor- und frühgeschichtlicher Zeitstellung.                                                                        | D-2-7343-0364 |      |
| Untergrafendorf (Standort) | Siedlung vor- und frühgeschichtlicher Zeitstellung.                                                                                                 | D-2-7343-0367 |      |
| Untergrafendorf (Standort) | Siedlung oder Schürfgruben vor- und frühgeschichtlicher Zeitstellung.                                                                               | D-2-7343-0368 |      |
| Untergrafendorf (Standort) | Verebnetes Grabenwerk und Siedlung vor- und frühgeschichtlicher Zeitstellung.                                                                       | D-2-7343-0369 |      |
| Untergrafendorf (Standort) | Verebneter Burgstall des hohen oder späten Mittelalters.                                                                                            | D-2-7343-0370 |      |
| Untergrafendorf (Standort) | Verebnete vorgeschichtliche Grabhügel. | D-2-7443-0059 |      |
| Untergrafendorf (Standort) | Siedlung des Altneolithikums (Linearbandkeramik) und des Jungneolithikums (Münchshöfener Kultur).                                                   | D-2-7443-0078 |      |
| Untergrafendorf (Standort) | Verebnetes Grabenwerk vorgeschichtlicher Zeitstellung.                                                                                              | D-2-7443-0079 |      |
| Untergrafendorf (Standort) | Siedlung vor- und frühgeschichtlicher Zeitstellung.                                                                                                 | D-2-7443-0080 |      |
| Untergrafendorf (Standort) | Verebnete Grabhügel vorgeschichtlicher Zeitstellung.                                                                                                | D-2-7443-0081 |      |
| Untergrafendorf (Standort) | Untertägige mittelalterliche und frühneuzeitliche Befunde und Funde im Bereich der Katholischen Filialkirche St. Laurentius von Tabeckendorf.       | D-2-7443-0153 |      |